# Airbus A340
Airbus A340 er et langdistancefly, der fremstilledes fra 1993-2012 af den europæiske flyproducent Airbus.
Det designedes oprindeligt som en mindre og mere moderne erstatning for de oprindelige Boeing 747-fly, men de seneste varianter konkurrerer nu med Boeings 777-flyserie på lang- og ultra-langdistanceruter.

## Historie
Konceptet for A340 blev etableret først i 1970'erne som TA11, en firemotors variant af mellemdistanceflyet A300. Da oliekrisen kom, blev projektet dog lagt på is og blev først sat i gang igen i midten af 1980'erne, hvor det blev udviklet til at blive den moderne A340. Flyet blev lanceret i 1987 som et supplement til mellemdistanceflyet A300/A310 og kortdistanceflyet A320. På det tidspunkt havde det nyeste langdistancefly på markedet, Boeing 767, en ulempe pga. internationale regler om langdistanceflyvninger med tomotorers fly (ETOPS); flyene skulle holde sig nær en nødlandingslufthavn, hvis en motor skulle sætte ud. Dette problem eksisterer ikke med A340'erens fire motorer.
Da A340'eren fløj første gang i 1991, opdagede ingeniørerne dog et større problem med vingernes styrke i forhold til de to yderste motorer, så man foretog en mindre ændring, hvorefter flyet i 1993 kunne begynde sin egentlige rutedrift.
Frem til Airbus i oktober 2012 afsluttede produktionen af A340-typen, var der i alt fremstilllet 377 fly af typen. 361 er fortsat i drift.

## Ulykkeshistorie
A340'eren har foreløbig ikke haft nogle dødbringende ulykker, men under et meget dårligt vejr i Toronto 3. august 2005 kørte en Air France A340 ud over landingsbanen under landingen. Takket være en hurtig evakuering overlevede alle ombordværende den efterfølgende brand. 
Scandinavian Airlines har også haft en hændelse med flytypen, da flyets hale under take-off fra Shanghai til København 24. august 2005 skrabede mod startbanen (tailstrike) og beskadigede halestrukturen.
Flyet var ude af drift i over en måned, idet hele halesektionen blev genopbygget på fabrikken i Toulouse.
27. september 2010 kørte en A340-300 fra SAS i forbindelse med bugsering med traktor over en 58-årigs ben.

## Varianter
Oprindeligt fandtes A340 i to typer, A340-200 og A340-300. 200'eren er kortere end 300'eren og har en mindre kapacitet, men den kan til gengæld flyve længere. I 1997 lancerede Airbus to forlængede varianter, ultra-langdistanceserien 500 og højkapacitetsserien 600, der begge kom i rutedrift i 2002.

## Specifikationer
Airbus A340-200
- Vingespænd: 60,3 m
- Længde: 59,39 m
- Højde: 16,7 m
- Hjulafstand: 23,24 m
- Cruise hastighed: Mach 0,86
- Max flyvehøjde: 12.500 m
- Rækkevidde: 14.800 km
- Siddepladser: 239 i tre klasser

Airbus A340-300
- Vingespænd: 60,3 m
- Længde: 63,60 m
- Højde: 16,85 m
- Hjulafstand: 25,60 m
- Cruise hastighed: Mach 0,86
- Max flyvehøjde: 12.500 m
- Rækkevidde: 13.350 – 13.700 km
- Siddepladser: 295 i tre klasser

Airbus A340-500
- Vingespænd: 63,45 m
- Længde: 67.90 m
- Højde: 17,10 m
- Hjulafstand: 27,59 m
- Cruise hastighed: Mach 0,86
- Rækkevidde: 16.100 – 16.700 km
- Siddepladser: 313 i tre klasser

Airbus A340-600
- Vingespænd: 63,45 m
- Længde: 75,30 m
- Højde: 17,30 m
- Hjulafstand: 32,89 m
- Cruise hastighed: Mach 0,86
- Max flyvehøjde: 12.525 m
- Rækkevidde: 13.900 – 14.600 km
- Siddepladser: 380 i tre klasser

## Flyselskaber
Et udpluk af flyselskaber, der benytter Airbus A340:
- Air Canada
- Air France
- Austrian Airlines
- Emirates
- Iberia
- Lufthansa
- SAS
- Singapore Airlines
- South African Airways
- SriLankan Airlines
- Thai Airways
- Virgin Atlantic Airways